# 934
| [ Edytuj tabelę ]              |                                                                  |
| Książę Polski                  | - 930 Lestek 940                                                 |
| Król Anglii                    | - 924 Athelstan 939                                              |
| Hrabia Aragonii                | - 922 Andregota Galíndez 972                                     |
| Hrabia Aragonii i król Nawarry | - 926 Garcia I 970                                               |
| Hrabia Barcelony               | - 911 Sunyer I 947                                               |
| Książę Bawarii                 | - 907 Arnulf 937                                                 |
| Książę Burgundii               | - 923 Hugo Czarny 952                                            |
| Cesarz Bizancjum               | - 913 Konstantyn VII Porfirogeneta 959 - 919 Roman I Lekapen 944 |
| Car Bułgarii                   | - 927 Piotr I 969                                                |
| Cesarz Chin                    | - 933 Li Conghou 934 - 934 Li Congke 937                         |
| Książę Czech                   | - 921 Wacław I Święty 935                                        |
| Król Franków zachodnich        | - 923 Rudolf I Burgundzki 936                                    |
| Hrabia Holandii                | - 931 Dirk I 939                                                 |
| Cesarz Japonii                 | - 930 Suzaku 946                                                 |
| Kalif                          | - 932 Al-Qahir 934 - 934 Ar-Radi 940                             |
| Hrabia Kastylii                | - 923 Ferdinand Gonzalez 970                                     |
| Król Khmerów                   | - 928 Dżajawarman IV 941                                         |
| Wielki książę Kijowa           | - 912 Igor Rurykowicz 945                                        |
| Patriarcha Konstantynopola     | - 933 Teofilakt 956                                              |
| Władca Korei                   | - 918 T’aejo 943                                                 |
| Król Leónu                     | - 931 Ramiro II 950                                              |
| Król Norwegii                  | - 933 Haakon Dobry 961                                           |
| Papież                         | - 931 Jan XI 935                                                 |
| Hrabia Portugalii              | - 924 Mendo I i Mumadona Dias 950                                |
| Książę Saksonii                | - 912 Henryk I Ptasznik 936                                      |
| Król Szkocji                   | - 900 Konstantyn II 943                                          |
| Doża Wenecji                   | - 932 Pietro II Candiano 939                                     |
| Książę Węgier                  | - 907 Zoltán 947                                                 |

Rok 934 / CMXXXIV
stulecia: IX wiek ~
X wiek ~
XI wiek

lata: 924 «
929 «
930 «
931 «
932 «
933 «
934
» 935
» 936
» 937
» 938
» 939
» 944

## Wydarzenia
- Niemiecki król Henryk I Ptasznik zdobył ważny ośrodek handlowy wikingów, Haithabu, w Szlezwiku.
- Na Islandii w systemie szczelin Eldgjá doszło do wielkiej erupcji wulkanicznej.

## Zmarli
- 1 listopada – Byrnstan, anglosaski biskup Winchesteru, święty Kościoła katolickiego i anglikańskiego
- data dzienna nieznana – Li Conghou, cesarz chiński z dynastii Tang